# 2680 Mateo
2680 Mateo (1975 NF) là một tiểu hành tinh vành đai chính được phát hiện ngày 1 tháng 7 năm 1975 bởi Felix Aguilar Observatory ở El Leoncito.